# Crotalaria polychroma
Crotalaria polychroma är en ärtväxtart som beskrevs av Roger Marcus Polhill. Crotalaria polychroma ingår i släktet sunnhampor, och familjen ärtväxter. Inga underarter finns listade i Catalogue of Life.